# Loppersum (Hinte)
Loppersum ist ein Ortsteil der Gemeinde Hinte in Ostfriesland mit etwa 1400 Einwohnern und liegt sechs Kilometer nördlich von Emden an der B 210 Richtung Aurich. Östlich von Loppersum liegt das Naturschutzgebiet Loppersumer Meer. Durch den Ort fließt das Knockster Tief, das die Verbindung zu jenem Binnensee herstellt. Das Alte Greetsieler Sieltief zweigt in Loppersum vom Knockster Tief ab.

## Geschichte

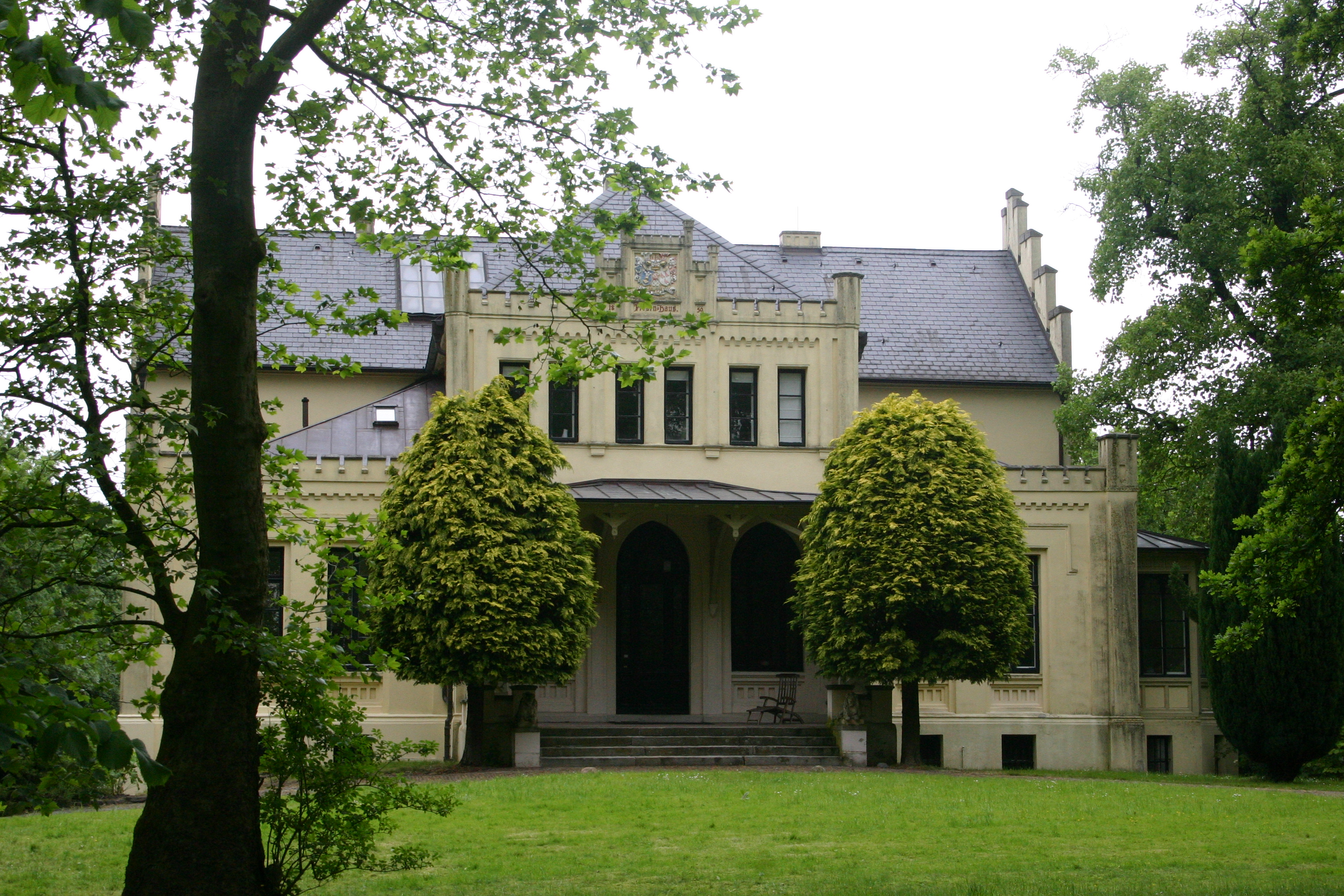
Fresenhaus in Loppersum; Gebaut 1859; Architekt Georg Ludwig Friedrich Laves

Loppersum wurde erstmals 1379 unter dem Namen Lopsum erwähnt, der Ort ist aber sicherlich weitaus länger besiedelt. Loppersum war der Häuptlingssitz der Allenas. 1379 besiegte Ocko I. tom Brok hier Folkmar Allena in der historischen Schlacht bei Loppersum und zerstörte dessen dortige Burg.
Nach dem Tod von tom Brok 1404 kam der Ort wieder unter die Herrschaft von Folkmar Allena.
Mit der Kreisreform von 1885 kam er zum Landkreis Emden. In der Kreisreform von 1932 wurde Emden kreisfrei und Loppersum kam zum Kreis Norden.
Jahrhundertelang waren die natürlichen Tiefs und die Entwässerungskanäle, die die Krummhörn in einem dichten Netz durchziehen, der wichtigste Verkehrsträger. Über Gräben und Kanäle waren nicht nur die Dörfer, sondern auch viele Hofstellen mit der Stadt Emden und dem Hafenort Greetsiel verbunden. Besonders der Bootsverkehr mit Emden war von Bedeutung. Dorfschiffer übernahmen die Versorgung der Orte mit Gütern aus der Stadt und lieferten in der Gegenrichtung landwirtschaftliche Produkte: „Vom Sielhafenort transportierten kleinere Schiffe, sogenannte Loogschiffe, die umgeschlagene Fracht ins Binnenland und versorgten die Marschdörfer (loog = Dorf). Bis ins 20. Jahrhundert belebten die Loogschiffe aus der Krummhörn die Kanäle der Stadt Emden.“ Bereits 1824 schrieb der Kulturhistoriker Fridrich Arends in seiner Erdbeschreibung des Fürstenthums Ostfriesland und des Harlingerlandes: „Mit Wasser ist kein Amt reichlicher versehen wie dieses. (…) Im Winter und Frühling geschieht der Transport des Korns und sonstiger Güter sowohl in diesem als im Greetmer Amt immer zu Wasser, welches bei den schlechten Kleiwegen in der Jahreszeit außerordentlichen Nutzen hat.“
Torf, der zumeist in den ostfriesischen Fehnen gewonnen wurde, spielte über Jahrhunderte eine wichtige Rolle als Heizmaterial für die Bewohner der Krummhörn. Die Torfschiffe brachten das Material auf dem ostfriesischen Kanalnetz bis in die Dörfer der Krummhörn, darunter auch nach Loppersum. Auf ihrer Rückfahrt in die Fehnsiedlungen nahmen die Torfschiffer oftmals Kleiboden aus der Marsch sowie den Dung des Viehs mit, mit dem sie zu Hause ihre abgetorften Flächen düngten.
Am 1. Juli 1972 wurden die Gemeinden Loppersum, Osterhusen, Suurhusen, Westerhusen, Canhusen, Cirkwehrum, Groß Midlum und Hinte zur neuen Gemeinde Hinte zusammengefasst.

## Kirche
Die ursprüngliche gotische Backsteinkirche aus dem 14. Jahrhundert wurde 1866 durch die heutige Loppersumer Kirche ersetzt.

Die Kirche verfügt über eine Privatempore, die zur neben der Kirche liegenden Burg gehört.
Im Chorraum befinden sich alte Grabplatten aus dem 16. und 17. Jahrhundert. Die Kanzel wurde 1865 von einem Greetsieler Handwerksmeister gefertigt. Die einmanualige Orgel mit 9 Registern stammt aus dem Jahr 1868. Das Abendmahlsgeschirr datiert von 1841 (Kelch), 1875 (Teller) und 1902 (Kanne). Dazu gehört eine Bibel für den Abendmahlstisch von 1875. Auch das aus Zinn gearbeitete Taufgeschirr ist noch erhalten: Taufschale von 1831, Kanne von 1883. Die Stundenglocke des Dachreiters stammt von 1454 und heißt „Maria“.
Neben der Kirche steht der Glockenturm, der ins 14. Jahrhundert datiert wird. Die drei Glocken tragen die Jahreszahlen 1411, 1743 und 1965.

## Wirtschaft und Verkehr
In Loppersum gibt es nur wenige Wirtschaftsbetriebe, die meisten von ihnen im Bereich Gastgewerbe. Der Großteil der Einwohner arbeitet außerhalb des Ortes, wobei der Hafenstadt Emden aufgrund der Nähe die größte Bedeutung zukommt.
Die überörtliche Straßenanbindung erfolgt über die Bundesstraße 210, die unmittelbar östlich am Ort vorbeiführt. Lediglich Gehöfte östlich des Ortskerns werden durch die Bundesstraße von diesem getrennt. Die nächstgelegene Anschlussstelle einer Autobahn ist Emden-Mitte an der A 31, nur wenige Kilometer südlich von Loppersum. Der Ort liegt zwar an der Bahnstrecke Rheine–Norddeich Mole, im 1993 zurückgebauten Bahnhof Loppersum hielten jedoch schon seit Jahrzehnten keine Züge mehr.

## Persönlichkeiten
- Reinhard Hegewald, ehemaliger CDU-Landtagsabgeordneter